# Fischer-Oxazolsynthese
Die Fischer-Oxazolsynthese ist eine Namensreaktion aus dem Bereich der organischen Chemie. Die Reaktion ist nach ihrem Entdecker Emil Fischer (1852–1919) benannt.
Durch die Fischer-Oxazolsynthese lässt sich aus einem aromatischen Cyanhydrin und einem aromatischen Aldehyd ein 2,5-disubstituiertes Oxazol darstellen.
Die Reaktion erfolgt unter Wasserausschluss, weshalb trockener Ether als Lösungsmittel und gasförmiger Chlorwasserstoff verwendet werden.

## Reaktionsmechanismus
Der Reaktionsmechanismus der Fischer-Oxazolsynthese ist nur wenig erforscht.
Im ersten Syntheseschritt wird Chlorwasserstoff an die Cyanogruppe des Cyanhydrins 1 addiert, wodurch das Iminochlorid 2 entsteht. Das freie Elektronenpaar des Stickstoffs greift im nächsten Schritt am Carbonylkohlenstoff des Aldehyds an, wodurch sich Molekül 3 bildet. Dieses cyclisiert unter Wasserabscheidung  und anschließende Deprotonierung zum Chloro-Oxazolin 4. Durch Eliminierung von Chlorwasserstoff entsteht ein diarylisiertes Oxazol 5.

## Varianten
1949 wurde von John W. Cornforth eine Variante der Fischer-Oxazolsynthese entwickelt, in der das Cyanhydrin durch ein α-hydroxy-Carbonsäureamid ersetzt wird. Dadurch lassen sich, anders als noch bei Fischer, Oxazole mit aliphatischen Substituenten darstellen.